# 酸價
在化学中，酸價（英語：Acid value），或稱酸值、中和值、酸度，表示中和1克化学物质所需的氢氧化钾（KOH）的毫克数
。酸值是对化合物（例如脂肪酸）或混合物中游離羧酸基团数量的一个计量标准。典型的测量程序是，将一份份量已知的样品溶于有机溶剂，用浓度已知的氢氧化钾溶液滴定，并以酚酞溶液作为颜色指示剂。
酸值可做為油脂變質程度的指標。當油脂酸敗，三酸甘油脂會分解生成脂肪酸及甘油，造成酸值的上昇。因此酸值常作為評價食用油的標準，台灣曾出現因抽檢油炸用油，發現酸值過高的情形。
在生物柴油老化時也會出現類似的現象，老化的原因可能是因為長時間的高溫（酯的熱分解）或接觸到酸或鹼（酯的水解）。

## 定義
酸值的定義為在滴定1克的待測樣品（如生物柴油）時，所需要的氫氧化鉀質量，以毫克為單位：
{\displaystyle {\frac {56.1AN}{W}}}
A是氫氧化鉀的滴定量，單位為ml，N是氫氧化鉀的當量濃度，56.1是氫氧化鉀的分子量，W是待測物的質量，單位是克。

## 相關標準
有許多國際標準是和酸值的檢測方式有關，如ASTM D974和DIN51558都是針對礦物油及生質柴油的酸值檢測，若特別針對生質柴油的酸值檢測，歐盟標準EN 14014及ASTM D664都是國際上廣為使用的標準。
依照EN 14214及ASTM D6751的標準，生質柴油的酸值（mg 氫氧化鉀/g 油）需低於0.50 mgKOH/g。生質柴油中的游離脂肪酸會腐蝕車輛引擎及油箱，針對酸值的限制可以保護這些零件。

## 參照
- 皂化值
- 碘價
- 溴價
- 總酸值（英语：Total Acid Number）